# Goulier

Ficheiro da População de Goulier entre 1962 e 2008

Goulier é uma ex-comuna francesa na região administrativa de Occitânia, no departamento de Ariège. Em 1 de janeiro de 2019, ela foi inserida no território da nova comuna de Val-de-Sos.